# Presa del Hechicero
La presa del Hechicero (en portugués, Barragem do Feiticeiro) es una obra de ingeniería hidroeléctrica portuguesa construida para embalsar el río Sabor, en el distrito de Braganza, región de Trás-os-Montes.
Energías de Portugal vendió la presa a un consorcio francés en diciembre de 2019.